# Franz Drapela
Franz Drapela (* 25. November 1924 in Wien; † 13. Mai 2009 in Berndorf) war ein österreichischer Maler und Bildhauer.
Drapela studierte Malerei und Graphik bei Christian Ludwig Martin an der Wiener Akademie der bildenden Künste. Lange Jahre arbeitete er als Maler und Bildhauer bei den österreichischen Bundestheatern. In den 1970er Jahren zog er nach Neulengbach.
Drapelas Werke beschäftigen sich mit religiösen Inhalten und mit Dingen, die man nicht sehen kann.
Anfang der 1970er Jahre begann er sich mit philosophischen Fragen zu befassen. In dieser Epoche entstanden Tafelbilder wie Der Blick nach Anderswo, Der Läuterungsweg der Menschheit oder Die große Überraschung beim Durchgang.

„… meine Bilder sind Spiegel des Wachzustandes meines Geistes. Sie zeigen mein Wachsen im Bereich der Erkenntnis. Denn ich glaube an die sichtbare und an die unsichtbare Welt. Ich versuche mein Wissen aus dieser Weltschauperspektive immer mehr mit der ideologischen - symbolischen Thematik der Esoterik anzureichern. Durch die Berücksichtigung der suggestiven Kräfte der Farben, Linien und Flächen in der Komposition, kann ich starke, spannungskräftige Konservierungen meiner Ideen erzielen. Dies, ist der Mental-Astral-Realismus.“

## Marienkirche Berndorf

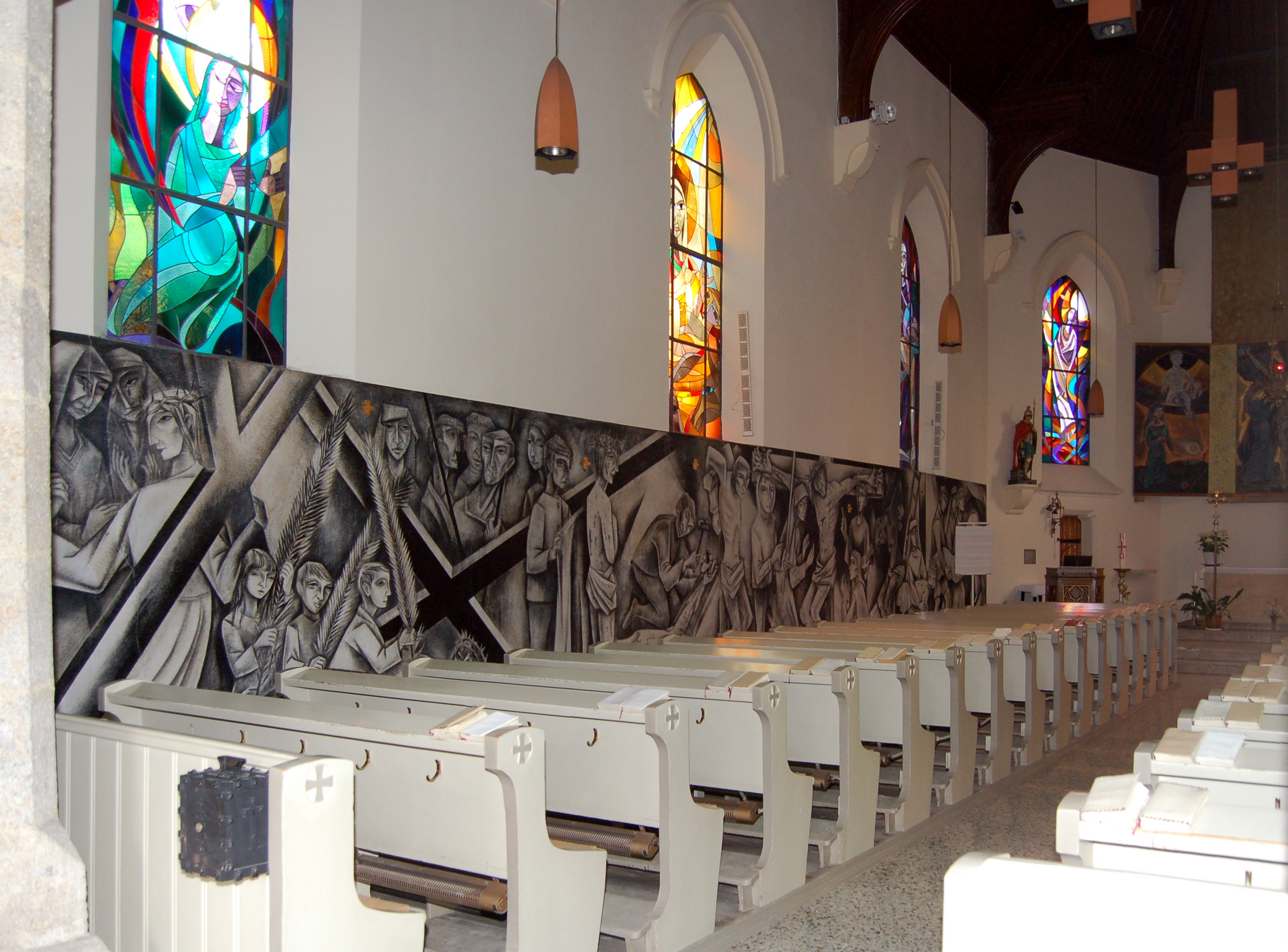
Innenansicht der Marienkirche in Berndorf

Im Zuge der Generalsanierung der Marienkirche in Berndorf gestaltete Drapela den Innenraum komplett neu. Er schuf neue Bleiglasfenster, einen Tabernakel, den Altartisch des Volksaltars aus Margaretener Sandstein, ein Bildnis des hl. Antonius und ein Mahnmal mit dem sterbenden Soldaten. Dominierendes Gestaltungselement ist der in Schwarz-Weiß-Tönen gehaltene Kreuzweg mit seinen überlebensgroßen Figuren und ihren kantigen und ausdrucksvollen Gesichtern.
Die Bilder zu den einzelnen Kreuzwegstationen gehen ohne scharfe Grenzen ineinander über. In zwei langen Bändern bedecken sie beide Seitenwände der einschiffigen Kirche vom Boden bis zur Unterkante der Spitzbogenfenster über die fast volle Länge des Kirchenschiffes. Der Kreuzweg ist insgesamt 35 Meter lang und 2,80 Meter hoch.
Den Abschluss bildet ein Flügelaltar mit Darstellungen von Geburt, Kreuzigung und Auferstehung Jesu, im geschlossenen Zustand ist ein Ecce homo zu sehen.
Mit dem 1966 gemalten Kreuzweg gelang Drapela der Durchbruch als Maler.

## Werke
- Kreuzweg in der Marienkirche in Berndorf in Niederösterreich, 1966
- Schöpfungsgeschichte auf sieben Tafeln, in deutschem Privatbesitz, 1970

- Aufbahrungshalle in Ratten, 1973

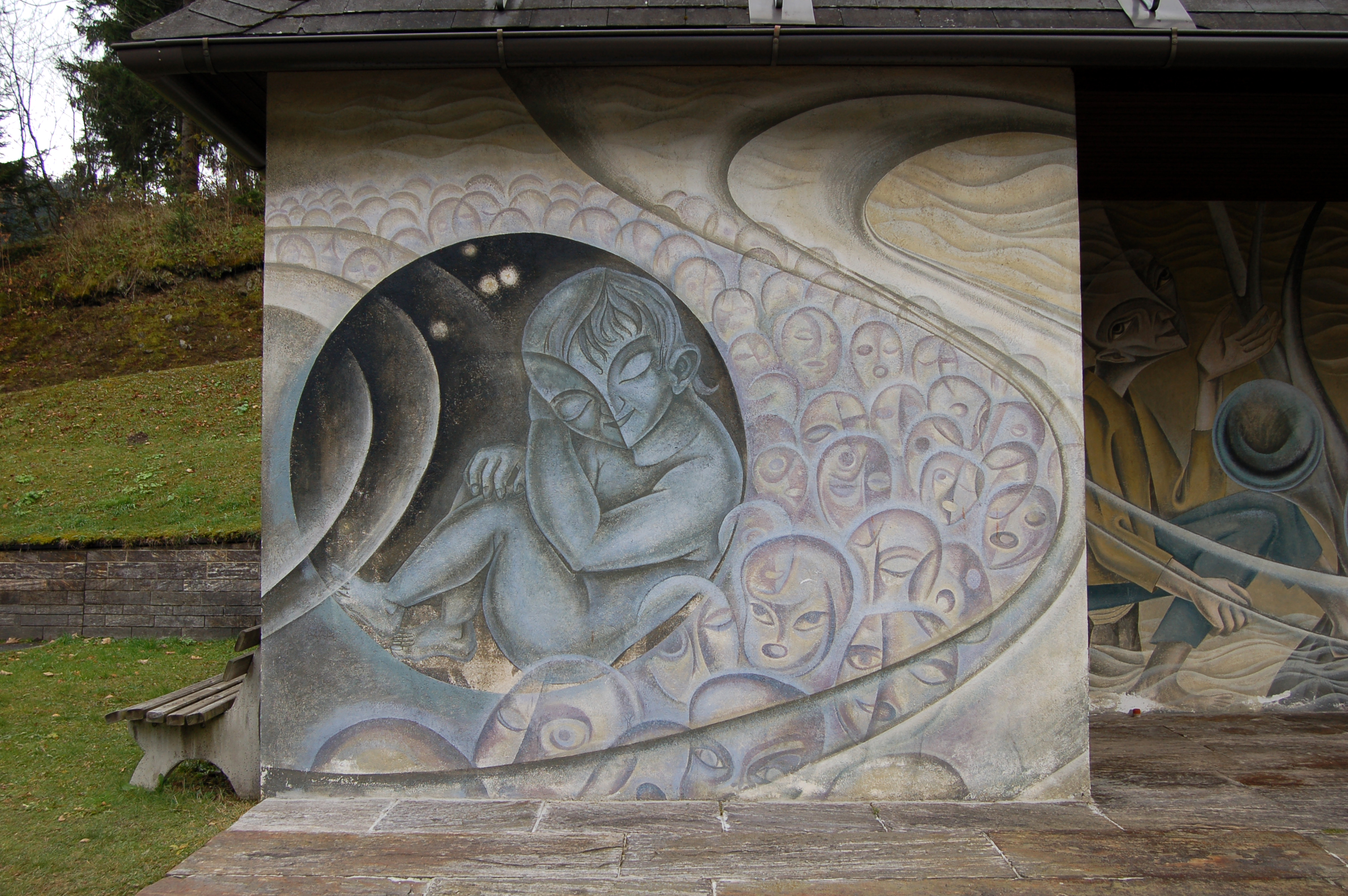
Aufbahrungshalle Ratten, 1973

- Aufbahrungshalle in Kasten bei Böheimkirchen, 1988
- Fassade der Neulengbacher Apotheke „Zur Heiligen Dreifaltigkeit“, 2000[3]
- Familienkreuzweg im Liebfrauenhof, Neulengbach
- Buchillustration für den Lyrikband Gedankensplitter von Karl Raab[4]

## Drapela Art Prix
Zu seinem 80ten Geburtstag hat Franz Drapela den Drapela Art Prix gestiftet, der ab 2006 alle zwei Jahre vergeben werden soll. Der Preis soll die zeitgenössische Kunst fördern und ist mit 30.000 Euro Preisgeld dotiert. Für die Durchführung des Art Prix ist Erich Drapela, Sohn des Stifters, verantwortlich.
Erste Preisträgerin war die Norwegerin Jette van der Lende 2007 in Burgau in der Steiermark.

## Ehrungen
- Silberne Füger-Medaille der Akademie für bildende Künste Wien
- Preis Lorenzo il Magnifico für sein Lebenswerk, verliehen bei der Biennale für zeitgenössische Kunst in Florenz 2003
- Ehrenring der Gemeinde Neulengbach, 2004[8]
- Ehrenkreuz für Wissenschaft und Kunst der Republik Österreich, 2004[8]
- Goldenes Verdienstzeichen des Landes Niederösterreichs

## Ausstellungen
- Burgau in der Steiermark, Dezember 2009: Franz Drapela „Maler und Philosoph“[9]